# ペシロマイセス
ペシロマイセス（パエキロミケス、Paecilomyces）は真菌の属の1つ。かつては昆虫や線虫に寄生するものなど幅広い真菌が含まれていたが、本項では特に断りのない場合、有性世代（テレオモルフ）がビソクラミス（Byssochlamys）に対応する狭義のものについて記す。

## 生態
環境中に普通に存在するカビであるが、高温や低酸素に強く、果物・果汁の缶詰・瓶詰などを腐敗させる原因となることで知られている。免疫不全状態の動物に対して日和見感染症を引き起こすこともある。種によってはマイコトキシンの一種パツリンを産生する。

## 分類
かつてSamsonは31種を認めたが、今日では分子系統に基づいて見直され9種ほどに限定されている。
Paecilomyces variotii
シノニムByssochlamys spectabilis
P. brunneolus
P. divaricatus
P. formosus
P. saturatus
シノニムP. dactylethromorphis
B. fulva
B. lagunculariae
B. nivea
B. zollerniae
これ以外に昆虫や線虫に寄生しキノコ（冬虫夏草）を生じる種が知られているが、Isaria属をはじめボタンタケ目に移されるなどの整理が進められている。